# Комаккьо
Комаккьо (итал. Comacchio) — город в Италии, располагается в регионе Эмилия-Романья, подчиняется административному центру Феррара.
Население составляет 22 166 человек (на 2022 г.), плотность населения составляет 79 чел./км2. Занимает площадь 283 км2. Почтовый индекс — 44022. Телефонный код — 0533.
Покровителем коммуны почитается Иоанн Кассиан, празднование 13 августа.